# Haarsprietmoswants
De haarsprietmoswants (Drymus pilicornis) is een wants uit de onderfamilie Rhyparochrominae en uit de familie bodemwantsen (Lygaeidae).
De onderfamilie Rhyparochrominae wordt ook weleens als een zelfstandige familie Rhyparochromidae gezien in een superfamilie Lygaeoidea. Lygaeidae is conform de indeling van bijvoorbeeld het Nederlands Soortenregister.

## Uiterlijk
De haarsprietmoswants is 2,3-3,8 mm lang. De wantsen uit het geslacht Drymus lijken veel op elkaar. Hij is iets groter dan de zeldzame dwergmoswants (Drymus pumilio), maar kleiner dan de andere soorten. De kop, het schildje (scutellum), het  halsschild (pronotum), poten en antennes zijn zwart. De voorvleugels zijn donkerbruin. De antennes zijn behaard.

## Verspreiding en habitat
De soort wordt het meest aangetroffen in het zuidelijk deel van West-Europa en Centraal-Europa, maar komt al voor in het zuidelijk deel van Scandinavië. Hij is verspreid in Zuidoost-Europa en Klein-Azië. Hoewel hij een voorkeur schijnt te hebben voor droge warme gebieden, vindt men hem ook in vochtige, open gebieden met een leembodem, een zandbodem of een rotsachtige bodem. Maar het meest algemeen is hij op kalkgrond. In Nederland en België, maar ook in Duitsland is hij zeldzaam.

## Leefwijze
Net als voor de brede moswants (Drymus latus) schijnt voor de haarsprietmoswants mos en tijm (Thymus) belangrijk te zijn. De Imago’s overwinteren en er is blijkbaar ëén generatie per jaar. De nieuwe generatie verschijnt in augustus. 